# 盛岡市立見前中学校
盛岡市立見前中学校（もりおかしりつみるまえちゅうがっこう）は、岩手県盛岡市津志田にある公立中学校。地域からは「見中(みるちゅう)と親しみを込めて呼ばれている。

特長としては、「ソーラン隊」というチームがあり、敬老会、雫石、都南花火の祭典など様々な場所でで披露している。地域活動にも積極的であり、資源回収や雑草駆除など様々な形で貢献している。
　ソフトテニス部男子は1996年に全国制覇を果たしている。ハンドボール部男子は2019年2度目となる全国大会への出場権を得たが、新型コロナウイルスの影響により全国大会でのプレーは果たせなかった。吹奏楽部は令和元年度アンサンブルコンテスト岩手県大会で木管8重奏が金賞を受賞した。

## 学校

### 行事
入学式、修学旅行(3年)、宿泊研修(2年)、校外学習(1年)、体育祭（5月）
見中祭(文化祭，10月）
予餞会、卒業式

#### 校歌
校歌の作詞は佐伯郁郎。

## 主な卒業生
- 大志田秀次（陸上監督）
- 菊池雄星（プロ野球選手）
- 土橋智花（陸上選手）

山川恵里佳